# بابا تلفون (ألبوم)
بابا تلفون هو ألبوم أناشيد للأطفال من فرقة طيور الجنة الفنية. تم إصدار الألبوم بواسطة مؤسسة طيور الجنة في 2008 من إشراف العام خالد مقداد.

## قائمة الأغاني
1. بابا تلفون
2. ألعاب الجيران
3. بغسل وشي
4. يا ربي ترجعلنا
5. اسناني واوا
6. مرة طلعنا